# Zbigniew Pitera

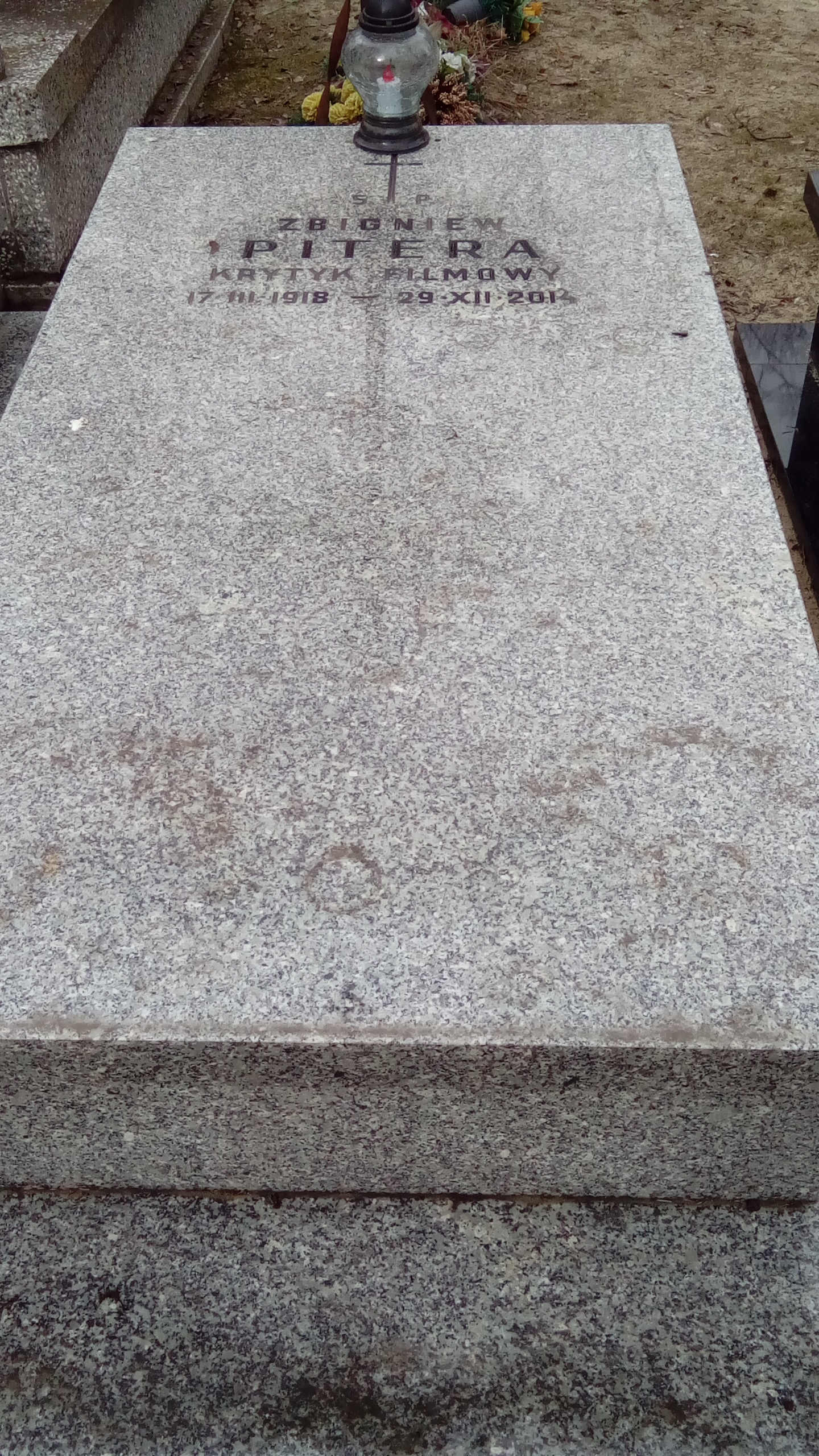
Grób Zbigniewa Pitery na Wojskowych Powązkach

Zbigniew Tadeusz Pitera (ur. 17 marca 1918 w Strzyżowie, zm. 29 grudnia 2014 w Skolimowie) – polski krytyk filmowy, historyk kina, dziennikarz; jeden z założycieli tygodnika „Film”.

## Życiorys
Studiował prawo na Uniwersytecie Warszawskim. Przed II wojną światową współpracował z czasopismami „Film”, „Wiadomości Filmowe”, „Srebrny Ekran” i „Kino” (1936-1939). W latach 1945–1946 był redaktorem w Biurze Prasy i Propagandy P.P. Film Polski w Łodzi. Debiutował na łamach miesięcznika „Kuźnia Młodych”. W 1946 roku, wspólnie z Jerzym Giżyckim, Tadeuszem Kowalskim oraz Bolesławem Michałkiem założył tygodnik „Film”. Był jego redaktorem w latach 1947–1958 i 1962–1969 (jako redaktor działu zagranicznego). Pisał też do „Magazynu Filmowego "Radar"” (1960–1962). Był autorem książek poświęconych historii kina.
Członek założyciel Stowarzyszenia Filmowców Polskich.
Jego żoną była Irena Pitera z domu Pałygiewicz (1925-2020). Był ojcem reżysera Pawła Pitery oraz teściem polityk Julii Pitery.
Pochowany na Cmentarzu Wojskowym na Powiązkach w Warszawie (kwatera D-3-30). 

## Publikacje
- 500 zagadek filmowych (Wiedza Powszechna - Wydawnictwa Artystyczne i Filmowe 1965; wydanie 2, poprawione i uzupełnione: Państwowe Wydawnictwo Wiedza Powszechna 1969; rys. Jerzy Szwajcer (Jotes), Jerzy Jaworowski, oprac. graf. Janina Hammer)
- Nowy film radziecki (Wydawnictwa Artystyczne i Filmowe 1967; seria: Biblioteka "X Muza")
- Dzieje gwiazdy (Wydawnictwa Artystyczne i Filmowe 1976)
- Leksykon reżyserów filmowych. Reżyserzy zagraniczni (Wydawnictwa Artystyczne i Filmowe 1978; wydanie 2 rozszerzone: Wydawnictwa Artystyczne i Filmowe 1984, ISBN 83-221-0166-X)
- Miłe kina początki... (Wydawnictwa Artystyczne i Filmowe 1979, ISBN 83-221-0005-1)
- Filmowy sezam (Wydawnictwa Artystyczne i Filmowe 1983, ISBN 83-221-0150-3)
- Przeminęło z filmem (Wydawnictwa Artystyczne i Filmowe 1987, ISBN 83-221-0301-8)
- Diabeł jest kobietą. Z historii filmowego wampa (Wydawnictwa Artystyczne i Filmowe 1989, ISBN 83-221-0378-6)
- Trzech wspaniałych. Henry Fonda, John Wayne, Humphrey Bogart (Wydawnictwa Artystyczne i Filmowe 1990, ISBN 83-221-0496-0)